# Молдожунусов, Эльдар Уланович
Эльдар Уланович Молдожунусов (кирг. Элдар Молдожунусов; род. 15 сентября 1995) — киргизский футболист, нападающий клуба «Нефтчи» (Кочкор-Ата) и сборной Кыргызстана.

## Клубная карьера
Начал карьеру в 2014 году в бишкекском «Манасе» из чемпионата Кыргызстана. В следующем сезоне команда играла под названием «Кей Джи Юнайтед». В 2016 году Эльдар Молдожунусов перешёл в «Абдыш-Ату» из Канта. В составе команды дебютировал в матче за Суперкубок Кыргызстана. Главный тренер Мирлан Эшенов выпустил новичка в конце игры при ничейном счёте, а уже на 81-й минуте Молдожунусову удалось забить гол, который позволил «Абдыш-Ате» выиграть свой первый Суперкубок в истории. В дальнейшем за «Абдыш-Ату» он отыграл два сезона, после чего в 2018 году стал игроком «Нефтчи». В составе команды стал обладателем Кубка Кыргызстана 2019 года, лучшим бомбардиром клуба в чемпионате 2019 года (забив 9 голов), а также дебютировал в Кубке АФК.
В 2021 году перешёл в «Алай», где провёл один сезон, после чего вернулся в «Нефтчи». По итогам сезона 2022 года с 14 забитыми голами разделил звание лучшего бомбардира чемпионата Кыргызстана с Атаем Джумашевым («Абдыш-Ата») и Эммануэлем Ягром («Алай»).
В январе 2023 года подписал контракт с индийским клубом «Гокулам Керала», выступающей во втором по силе дивизионе Индии. В составе «Гокулам Керала» сыграл 10 игр и помог своему клубу занять итоговое третье место в чемпионате. В марте 2023 года вернулся на родину, присоединившись к «Нефтчи».

## Карьера в сборной
В составе национальной сборной Кыргызстана дебютировал 7 июня 2021 года года в отборочном матче ЧМ-2022 против Монголии (0:1). Первым голом за сборную отметился 7 сентября 2021 года в товарищеской игре с Бангладеш (4:1).

## Достижения
- Обладатель Суперкубка Кыргызстана: 2016
- Обладатель Кубка Кыргызстана: 2019
- Лучший бомбардир чемпионата Кыргызстана: 2022 (14 голов)